# 厚唇沙鮨
厚唇沙鮨，為輻鰭魚綱鱸形目鱸亞目鮨科的其中一種，分布於東太平洋區，從墨西哥至巴拿馬海域，棲息深度20-160公尺，體長可達26公分，生活在沙泥底質海域，為底棲性魚類，屬肉食性，生活習性不明。

## 擴展閱讀
維基物種上的相關：厚唇沙鮨